# Templo da Ciência
Templo da Ciência é um templo dedicado à contemplação e meditação sobre a Ciência, na cidade goiana de Ipameri.
Concebido pelo físico Paulo Gontijo, foi inaugurado em 2 de fevereiro de 2002. Fica no km 141 da rodovia BR-050. Foi construído na forma de um prisma octogonal, permitindo que sete de suas paredes externas apresentem paineis que representam a criação do universo, segundo a Teoria Energética concebida por Gontijo.
Os painéis internos mostram 246 expoentes das áreas da Filosofia, Matemática, Física, Química, Biologia e Religião. Na cúpula há uma representação do Sistema Solar.
Foi projetado, segundo seu criador, para durar mais de 2.000 anos. A construção tem estrutura de concreto armado revestido de chapas de aço inoxidável.